# جدجد نملي أغبس
جدجد نملي أغبس (الاسم العلمي: Myrmecophilus fuscus) هو نوع من الحشرات يتبع جنس الجدجد النملي من فصيلة الجداجد النملية.